# Astragalus sericophyllus
Astragalus sericophyllus är en ärtväxtart som beskrevs av August Heinrich Rudolf Grisebach. Astragalus sericophyllus ingår i släktet vedlar, och familjen ärtväxter. Inga underarter finns listade i Catalogue of Life.